# Hymne de la FIFA
L'hymne de la FIFA est un morceau musical joué à l'entrée des joueurs lors des matchs officiels ou de tournois organisés par la FIFA (par exemple les matches amicaux internationaux ou matches de Coupe du monde ou de Coupe des confédérations). 
Il a été joué pour la première fois lors de la Coupe du monde 1994. Composé par Franz Lambert, il ne comporte aucune parole.